# Пол Хайнеманн
Пол Хайнеманн (16 лютого 1916 — 18 червня 1996) — бельгійський ботанік і міколог, професор факультета агрономічних наук Університета в Жамблу.  Хайнеманн спеціалізувався на африканській мікології. Його колекції висушених зразків, що налічують близько 7000 екземплярів, зберігаються в гербаріях факультета сільськогосподарських наук Університета в Жамблу та в Національному ботанічному саду Бельгії в Мейсе.
Переважну частину своїх досліджень Пол Хайнеманн присвятив області систематики макроміцетів та їх екології. Він здійснював стриманий, але ефективний вплив на вивчення мікоризи, в тому числі філогенетичних концепцій про везикулярно-арбускулярну мікоризу (Glomerales).

## Біографія
Народився Пол Хайнеманн 16 лютого 1916 р. в Сен-Жосс-тен-Ноде, він пережив важкий період під час навчання в середній школі та з усіх сил намагався знайти роботу на початку своєї кар'єри, в тридцятих роках, що, незаперечно, сформувало його наполегливий характер і його дух.
Після майже десятиліття роботи помічником-садівником на плантаціях Брюсселя (1933—1941) Хайнеманн одночасно вивчає хімію у вечірньому класі Інститута декоративно-прикладного мистецтва (фр. Institut des Arts et Métiers).
Потім, у 1941 році, він був найнятий в якості асистента фітоценолога в Центр екологічних та фітоценологічних досліджень (фр. Centre de Recherches écologiques et phytosociologiques) в Жамблу та в Центр фітоценологічної картографії (фр. Centre de Cartographie Phytosociologique) до 1949 року. Тут він знову одночасно вивчає сільськогосподарську інженерію в Агрономічному інституті Жамблу (фр. Institut Agronomique de Gembloux).

## Наукова діяльність
Пол Хайнеманн є автором 226 публікацій, наукових та науково-популярних статтів.
За свою тривалу кар'єру він опублікував 435 таксонів та нових для мікології назв, включаючи 2 родини , 6 родів , 346 видів і 40 різновидів.
Він коментує та пропонує деякі орфографічні виправлення, а також дві нові назви для заміни двох невідповідних назв: Agaricus niger та A. nobilis.

## Епонімія
Один рід , Heinemannomyces splendidissimus, названий Роєм Вотлінгом на честь Хайнеманна. Крім цього, шість видів із роду Agaricaceae: Agaricus heinemannianus, Cantharellus heinemannianus, Leucocoprinus heinemannii, Marasmius heinemannianus та Micropsalliota heinemannianus, Russula heinemannianii були названі в його честь (більшість, посмертно), а також вид порядку Laboulbeniales , Peyritschiella heinemanniana.